# Donepezil
Donepezil ist ein Arzneistoff, der in der Behandlung bestimmter Formen von leichter bis mittelschwerer Vergesslichkeit (Demenz) verwendet wird. Er greift in die nervale Erregungsleitung im Gehirn ein und soll das Erinnerungs- und Denkvermögen verbessern.

## Klinische Angaben

### Anwendungsgebiete (Indikationen)
Donepezil ist zur symptomatischen Behandlung der leichten bis mittelschweren Demenz vom Alzheimer-Typ zugelassen. Es kann die Symptome der Demenz lindern und das Fortschreiten der Symptome für einige Zeit aufhalten. Die Wirkung wurde zwar in wissenschaftlichen klinischen Studien mit verschiedenen Messverfahren statistisch signifikant nachgewiesen, ist aber sehr gering. Bei einer schweren Alzheimer-Demenz gilt es außerhalb der arzneimittelrechtlichen Zulassung in Form eines sogenannten Off-Label-Use als Mittel der zweiten Wahl. Ebenfalls ohne arzneimittelrechtliche Zulassung wird Donepezil gelegentlich auch bei vaskulärer Demenz eingesetzt und gilt hierfür als Mittel der ersten Wahl. Seine Wirksamkeit bei der Behandlung leichter kognitiver Beeinträchtigungen, oft Vorboten oder erste Anzeichen einer Demenz, gilt als minimal und schlecht belegt. Es gibt Hinweise für eine Wirksamkeit von Donepezil bei Alzheimer-Demenz im schweren Krankheitsstadium auf Kognition, Alltagsfunktionen und klinischen Gesamteindruck und für Galantamin auf die Kognition. Die Weiterbehandlung von vorbehandelten Patienten, die in das schwere Stadium eintreten, oder die erstmalige Behandlung von Patienten im schweren Stadium kann empfohlen werden. (Empfehlungsgrad B, Evidenzebene Ib, Leitlinienadaptation SIGN 2006). Es gibt Hinweise für die Wirksamkeit von Donepezil auf Kognition und klinischen Gesamteindruck bei der Demenz bei M. Parkinson. (Empfehlungsgrad B, Evidenzebene Ia, Leitlinienadaptation MOH 2007).

### Gegenanzeigen (Kontraindikationen)
Donepezil ist bei einer bekannten Überempfindlichkeit gegen diesen Wirkstoff oder andere Piperidin-Derivate, wie beispielsweise Domperidon, kontraindiziert. Bei Patienten mit Magengeschwüren, Herzrhythmusstörungen (Sick-Sinus-Syndrom, supraventrikuläre Reizleitungsstörungen), Synkopen, Krampfanfällen, obstruktiven Lungenerkrankungen (z. B. Asthma bronchiale, Chronisch obstruktive Lungenerkrankung), Blasenobstruktion oder regelmäßigem Konsum nichtsteroidaler Antirheumatika, wie Acetylsalicylsäure oder Naproxen, gelten besondere Vorsichtsmaßnahmen und die Anwendung von Donepezil unterliegt einer Nutzen-Risiko-Abwägung.

### Monitoring
Da Donepezil für den Einzelnen wirkungslos sein kann und in diesem Fall nach 15 bis 20 Wochen wieder abgesetzt werden sollte, muss die mögliche Besserung der kognitiven Leistung überwacht werden. Außerdem sollten die Patienten auch hinsichtlich möglicher Magen-Darm-Beschwerden (die auf Magengeschwüre oder gastrointestinale Blutungen hinweisen können) und hinsichtlich ihres EKGs (das neu aufgetretene Herzrhythmusstörungen zeigen kann) beobachtet werden. Daher sollte vor Therapiebeginn ein Vergleichs-EKG abgeleitet werden.

### Wechselwirkungen
Aufgrund seiner Wirkung auf den Acetylcholin-Stoffwechsel kann Donepezil pharmakodynamische Wechselwirkungen mit anderen Arzneistoffen mit Wirkungen auf das Acetylcholinsystem zeigen. Dazu zählen insbesondere Muskelrelaxantien, wie Succinylcholin, Anticholinergika und Acetylcholin-Agonisten. Pharmakodynamische Wechselwirkungen mit Betablockern sind ebenfalls möglich.
Da Donepezil über das Cytochrom-P450-Enzymsystem verstoffwechselt wird, besteht zumindest theoretisch die Möglichkeit einer Wechselwirkung mit Stoffen, welche dieses Enzymsystem hemmen oder induzieren können. So können experimentell CYP3A4-Hemmer, wie beispielsweise Ketoconazol und Erythromycin, und CYP2D6-Hemmer, wie beispielsweise Fluoxetin, den Abbau von Donepezil hemmen und so zu einem Anstieg des Blutplasmaspiegels des Wirkstoffs führen. Andererseits können Enzyminduktoren, wie Rifampicin, Phenytoin, Carbamazepin und Alkohol den Abbau von Donepezil beschleunigen und so seinen Plasmaspiegel senken. Das Ausmaß dieser Interaktionen und deren klinische Relevanz ist jedoch nicht ausreichend untersucht.

### Nebenwirkungen
Zu den häufigeren unerwünschten Wirkungen, die unter der Anwendung von Donepezil beobachtet wurden, zählen Durchfall, Übelkeit und Kopfschmerzen (Häufigkeit >10 %). Häufig (1 bis 10 %) traten auch Infektionen, Appetitlosigkeit, Halluzinationen, Erregung, Angstzustände, Synkopen, Schwindel, Schlaflosigkeit, Müdigkeit, Schmerzen, Verletzungen, Magen-Darm-Beschwerden, einschließlich Erbrechen, Ausschlag, Juckreiz, Muskelkrämpfe und Harninkontinenz auf.
Vereinzelt kam es auch zu einem malignen neuroleptischen Syndrom (MNS), eine potentiell lebensgefährliche psychiatrische Komplikation, weswegen das BfArM auch bei bisher insuffizienter Datenlage plant, einen entsprechenden Warnhinweis in die Produktinformation aufzunehmen.

## Pharmakologie

### Pharmakodynamik (Wirkungsmechanismus)
Donepezil gehört zur Gruppe der reversiblen Cholinesterasehemmer. Es vermittelt seine Wirkung somit über die reversible Blockade des aktiven Zentrums des Enzyms Acetylcholinesterase.
Durch die Hemmung dieses Enzyms bremst Donepezil die hydrolytische Spaltung des Neurotransmitters Acetylcholin in Acetat und Cholin. Damit erhöht sich die Acetylcholin-Konzentration im synaptischen Spalt und Acetylcholinrezeptoren können eher aktiviert werden. Arzneimittel mit ähnlicher Wirkungsweise sind u. a. Galantamin, Rivastigmin und Tacrin. Auch das Insektizid Parathion (E605) wirkt auf die Acetylcholinesterase, es hemmt sie jedoch irreversibel.
Donepezil besitzt eine besonders starke Bindungsaffinität zu den Isoformen der Acetylcholinesterase, die im ZNS vorkommen, was die Nebenwirkungen vermindert und den Arzneistoff verträglicher als andere Cholinesterasehemmer machen soll.

## Chemie

### Stereochemie
Donepezil ist ein chiraler Arzneistoff mit einem Stereozentrum. Therapeutisch wird das Racemat, d. h. die 1:1-Mischung von (S)- und (R)-Isomer, eingesetzt, obwohl bekannt ist, dass die Enantiomeren in vivo und vitro unterschiedliche Wirkung auf Acetylcholinesterase haben. Deshalb wurden mehrere Analysenverfahren zur enantioselektiven Analytik der (S)- und des (R)-Isomere von Donepezil entwickelt.
| Isomere von Donepezil | Isomere von Donepezil |
| --------------------- | --------------------- |
| (R)-Isomer            | (S)-Isomer            |

## Handelspräparate
Aricept (D, A, CH und andere Länder), Yasnal (D), Memac (IT)